# Tessàlia

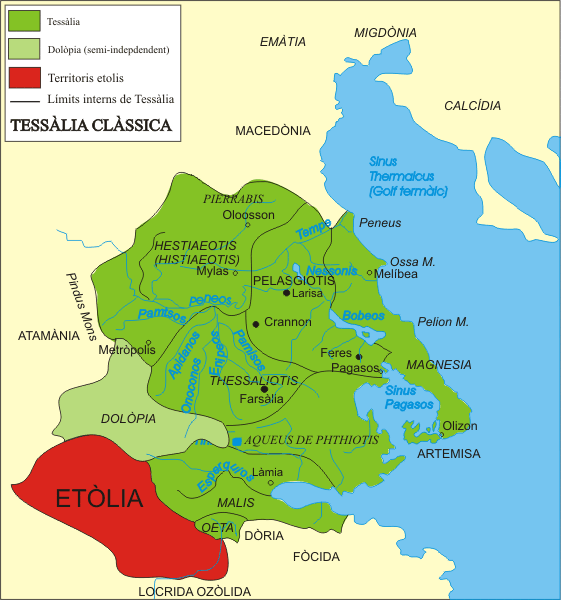
Mapa de la Tessàlia clàssica.

Tessàlia (grec: Θεσσαλία, Thessalia) és una regió de Grècia. En català s'anomenava antigament Blaquia o Megaloblaquia. Avui la formen els nomoí de Làrissa, Trícala, Karditsa i Magnèsia. Té 14.000 km² i vora un milió d'habitants.

## Geografia
Tessàlia és entre les Termòpiles al sud, el Pindos (que la separa de l'Epir) a l'oest, i la mar a l'est. Una serralada muntanyosa al nord, que acaba amb el mont Olimp, la separa de Macedònia. El riu principal és el Peneu o Peneios.
A més de la plana de Tessàlia hi ha dos altres districtes o regions naturals, un a la costa anomenat Magnèsia, des de la vall del Tempe al golf Pagaseu entre les muntanyes Ossa i Pelió d'un costat i la mar de l'altre; i l'altre el districte de Mèlida que és una estreta vall entre les muntanyes Otris i Eta fins al riu Esperqueu, que desaigua al golf Malíac.
La plana son en realitat dues planes, l'alta i baixa; la primera és la part prop del Pindos, i la baixa la part costanera fins al golf Termaic; estan separades per una serralada que va des dels llacs de Nessonas i Bebe i el riu Enipeu. La baixa Tessàlia fou l'antiga divisió dels pelàsgics i va de les muntanyes del Titaros i Ossa al nord, fins a la muntanya Otris i el golf Pagasètic al sud; té com a capçalera la ciutat de Làrissa. L'alta Tessàlia formava antigament els districtes dels tessalis i els hestieus, amb centre a Farsàlia, i va d'Egínion al nord a Tàumac al sud. A la plana de Taumàcia hi ha el pas de Cela.
El riu Peneu (avui Salamvría o Salàmbria), neix al nord-oest de Tessàlia i recull molts afluents. A la vall de Meteora (o els Meteors) hi ha nombrosos monestirs. Prop de l'antiga ciutat d'Egínion o Satgos la vall s'obre a la vasta plana de l'alta Tessàlia. A Trica (moderna Trícala) el riu gira a l'est on rep diversos afluents, i passa per una vall que forma la divisió entre les dos parts de Tessàlia per sortir a la plana prop de l'oest de Larissa on gira al nord cap a la vall del Tempe fins a la mar.
Altres rius de la regió són l'Apídan (Vrysia), l'Onquest (Onquestos), l'Enipeu (avui Fersaliti) i el Pamís (Bliúri o Pliúri). Altres rius secundaris són el Cuari (Sofadhítiko), afluent de l'Enipeu, i el Titaresi (Elassonítiko o Xerághi).
La plana de Tessàlia és molt fèrtil. Antigament produïa moresc i ramats, i les seves produccions actuals son cotó, tabac, oliveres, llegums i cítrics. Els cavalls de la regió eren molt apreciats antigament.

### Regions i tribus
- Hestieòtide habitada pels hestieus, al nord fins al riu Peneu. En aquest districte vivien també els perrebeus, una tribu de guerrers de suposat origen dric, a la zona de les muntanyes, que van ser un dels estats de l'amfictionia; el seu territori es deia freqüentment Perrèbia però mai no fou un districte organitzat; inicialment ocupaven tot el districte però foren arraconats a les muntanyes pels conqueridors tessalis. Una tribu de nom athici és esmentada per Homer, i Estrabó la situa a la part Tessàlia de les muntanyes del Pindos a les fonts del Peneos; són descrits com a bàrbars que vivien del robatori.
- Pelasgiòtide habitat pels pelasgiotes o pelasgs, al sud del Peneos, amb capital a Làrissa.
- Tessaliòtide (o Tessàlia pròpia), plana central, habitada pels tessalis vinguts de l'Epir.
- Ftiòtida, habitada pels aqueus phthiotes, membre de la lliga Amfictiònica. Estrabó situa el districte al sud de Tessàlia, des del golf Malíac a les muntanyes del Pindos amb Farsàlia al nord.
- Magnèsia, habitada pels magnets, entre les muntanyes Ossa i Pelion a l'oest, i la mar i de la boca del Peneu al nord fins al golf de Pagases al sud. Membres de la lliga Amfictiònica. Suposats fundadors de Magnèsia del Sipilos i Magnèsia del Meandre a Àsia.
- Dolòpia, habitada pels dòlops o dolopes, al sud-oest de Tessàlia. Foren membres de la Lliga amfictiònica, i van dependre de Phthiotis però amb un cap autònom. Foren de facto independents i no van participar en les lluites de Tessàlia. El país fou disputats entre macedonis i etolis.
- Etea o Otea, habitada pels Otees o Oitais, districte muntanes a la vall alta de l'Esperqueu i a l'est de Dolòpia. Foren un grup de tribus bàrbares dedicades al robatori la principal de les quals foren els Anians (Homer i Heròdot els esmenten com Eniens). Membres de la Lliga amfictiònica.
- Mèlida, habitat pels malians, a la vall baixa de l'Esperqueu.

### Ciutats de Tessàlia
Districte d'HestieòtideOxinea, Piàlia, Aginion, Melibea, Falòria, Ericinios, Pelina, Trica, Ecàlia, Silana, Gomfos, Feca, Itome, Limnea, Fàcios, Festos, Farcadó, Mile, Màl·loa, Cirètia, Erítion, Oloòsson, Azoros, Dòlica, Pítion, Elone o Lemone, Làpatos, Gonnos, Càrax, Còndilon, Falana, Orte, Àtrax.
Districte de PelasgiòtideElatea, Mòpsion, Metròpolis de Perrèbia, Girton, Argura, Làrissa, Sicúrion, Crannon, Amiros, Armènion, Feres, Cinoscèfals, Escotussa, Palefaros, Fàcion.
Districte de TessaliòtidePirèsies, Fil·los, Metròpolis de l'Hestieòtide, Cièrion, Euhídrion, Farsàlia, Tetidion.
Districte de FtiòtidaFtia, Tebes, Erètria, Fílace, Itonos, Halos, Ptèleon, Antró, Larisa Cremaste, Prorna, Pras, Nartàcion, Tàumac, Melitea, Coronea, Xínia, Làmia, Falara, Equinos
Districte de MagnèsiaCercínion, Bebe, Glafira, Esonis, Pàgases, Iolcos, Demètries, Nèlia, Afeta, Homole (Homolion), Eurimena, Melibea, Taumàcia, Castanea, Rizunt, Magnèsia, Olizó, Mila, Esfaletra, Coraca, Metone.
Districte de DolòpiaCtimene.
Districte d'EteaHípata, Esperquia, Macra Come, Sostenis, Homila o Homilia, Cipera (Kupmira), Falàctia
Districte de MèlidaVegeu Mèlida.

## Història
Tradicionalment el poder polític va estar en mans de la noblesa o d'individuals que actuaven com a dèspotes. La riquesa dels nobles és esmentada pels antics historiadors.
El primer nom de Tessàlia fou Pyrrha, Amònia o Eolis. Les dues primeres són mitològiques i la darrera és deguda al seu poblament pels Eolis pelàgics que en foren expulsats pels tessalis, suposats emigrants de l'Epir (segons Heròdot i Estrabó). Els beocis sorgiren suposadament dels eolis pelàgics expulsats de Tessàlia 60 anys abans de la guerra de Troia. Els tessalis van establir nombrosos principats. La mitologia va atribuir el seu nom al Thessalos, fil d'Hèrcules. La llengua tessàlia fou d'origen eòlic bé per assimilació o bé perquè eren eòlics també en origen.
El tessalis propis eren la classe alta propietària de les terres; el descendents dels habitants originals que es van quedar foren el Periocis; i la classe servent foren el Penestis (similars als ilotes) que foren descendents dels primitius habitants reduïts a la condició d'esclaus pels conqueridors tessalis.
Altres pobles foren els perrebeus, que eren els habitants del districte muntanyós entre l'Olimp i el Peneu; els magnets eren els habitants de costa; els aqueus vivien al districte de la Ftiòtida al sud de la plana del nord; els dòlops ocupaven les muntanyes del Pindos; i els malians que vivien entre el Pindos i les Termòpiles.
Tessàlia fou a la mitologia la seu de Helen el fundador de la raça dels hel·lènics.
La Tessàlia fou dividida antigament en quatre tetrarquies: Tessàlia, Pelàsgia, Histiaotis i Phthiotis, divisió suposadament introduïda per la mítica família dels Aleuades (fundada per Aleuas). Cada districte tenia un cap magistrat (anomenat Tagos) que només tenia funcions en temps de guerra i que no sempre era obeït per les diferents ciutats de Tessàlia. El tagos de Feres, Jasó de Feres, fill de Licofró I de Feres, va intentar exercir un poder unificat i va reunir un poderós exèrcit de 6.000 cavallers i 10.000 hoplites, però Tessàlia mai es va unificar, i les ciutats, inclòs les petites, s'autogovernaven. Algunes ciutats foren posades sota dependència d'una altra almenys temporalment, i les més importants foren Larissa, Farsàlia i Feres.
Abans de la invasió grega els tessalis van voler dominar la Fòcida i la Lòcrida. Els focis van construir una muralla a les Termòpiles que ja era fora de servei al temps de la invasió per Xerxes. Els tessalis es van oposar en general al perses si bé la família dels Aleuades fou partidària del rei persa, però sembla que llavors es trobaven a l'exili. Les ciutats tessàlies es van aliar a la resta de grecs i van demanar de protegir el pas de Tempe, on es va enviar un cos de deu mil soldats, però en adonar-se que hi havia un altre pas els grecs es van retirar a les Termòpiles on el pas era únic, i així les ciutats tessàlies van abandonar l'aliança grega i es van sotmetre a Xerxes, i els Aleuades van tornar i van recuperar la seva influència. Després d'eliminar la resistència de Leonides a les Termòpiles, els tessalis van ajudar els perses contra les ciutats de la Fòcida, les seves enemigues tradicionals, i van contribuir a l'ocupació del país.
Tessàlia va desaparèixer pràcticament després de la història fins al 456 aC, després de la batalla d'Enòfita que va donar a Atenes l'hegemonia a Beòcia, Lòcrida i Fòcida. El general Mironides va avançar cap a Tessàlia el 454 aC en ajut del deposat príncep de Farsàlia, Orestes, que havia fugit exiliat a Atenes, i que els atenencs (Tucicides) anomenaven fill del rei de Tessàlia. Mironides fou rebutjat per la cavalleria tessàlia prop de Farsàlia i es va haver de retirar
Els tessalis no van prendre part a la guerra del Peloponès però la majoria de la població de les ciutats simpatitzava amb Atenes mentre els governs oligàrquics eren favorables a Esparta. Amb ajut d'Esparta, Brasides va avançar per Tessàlia el 424 aC en direcció a les possessions atenenques de Macedònia, però el 423 aC els tessalis van prohibir el pas al reforços espartans enviats a Brasides.
Vers la fi de la guerra del Peloponès les importants famílies dels Aleuades de Larissa, dels Escopades de Crannon i dels Creondes de Farsàlia, que es repartien el poder a Tessàlia, foren sobrepassades per l'increment de poder de Feres sota Licofró que va aspirar a l'hegemonia regional. Licofró va enderrocar al govern oligàrquic de Feres i es va proclamar tirà de la ciutat; després va atacar Larissa i altres ciutats que se li oposaven (404 aC) i va obtenir una notable victòria. El 395 aC Licofró estava en plena campanya contra Larissa, governada per Medios, probablement un membre dels Aleuades. Licofró va obtenir l'ajut d'Esparta i Medios va demanar ajut a Atenes. Amb aquest ajut Medios va ocupar Farsàlia, que havia estat ja ocupada per una guarnició espartana, i va vendre els seus habitants com esclaus. El 395 aC Medios es van aliar als beocis contra Esparta. L'espartà Agesilau va marxar cap a Àsia l'any següent i quant fou cridat pel govern d'Esparta va passar per Tessàlia i la cavalleria de les ciutats dominades per Medios li va voler barrar el pas, però fou derrotada per Agesilau amb hàbils maniobres. La derrota de Medios li va costar cara a Medios, que va perdre el suport de les ciutats i ja no fou rival per Feres en la lluita per l'hegemonia. Farsàlia va recuperar la seva llibertat, fou reconstruïda, i va esdevenir la segona ciutat després de Feres. El poder suprem a Farsàlia fou encarregat al tirà Polydames, que tenia el suport de totes les tendències (i va exercir a satisfacció de tots).
Després de Licofró va governar Feres el tirà Jàson, home de gran energia i habilitat, probablement el seu fill. Jàson volia estendre la seva hegemonia a tota Grècia i fins i tot a Pèrsia. Es va fer elegir Tagos de Tessàlia (374 aC) i va reunir un poderós exèrcit de 6000 cavallers i 10000 infants (hoplites); va sotmetre totes les ciutats tessàlies a la seva autoritat, inclòs Farsàlia que si bé podia haver estat conquerida per força, Jàson va sotmetre per la negociació, oferint a Polydames el segon lloc a la direcció política de Tessàlia; Polidamant, després de tantejar la possible ajuda d'Esparta, que no podia arribar, va accedir, i va incloure Farsàlia dins l'hegemonia de Jàson. Això va incrementar les seves forces a 8000 cavallers i 20000 infants. També va formar aliances amb Àlcetes I de l'Epir i amb Amintes II de Macedònia. Des del 371 aC va ser aliat de Tebes que va invitar Jàson a atacar el camp dels lacedemonis, però el tirà tessali va optar per aconsellar una treva que va permetre als espartans la retirada.
El 370 aC Jàson va anunciar que aniria a Delfos al front d'un cos de forces tessàlies, per presidir el festival Phyti, el que va causar alarma a Grècia, però abans de sortir fou assassinat per set joves durant una audiència publica. Els assassins foren considerats herois en molts llocs de Grècia.
Van succeir a Jàson els seus germans Polifró i Polidor, amb els quals Tessàlia va perdre la seva influència. Polifró fou assassinat per Polidor que va restar com a únic cap (Tagos) i va exercir la seva autoritat amb molta energia i crueltat. Polydames de Farsàlia fou executat, i altres possibles rivals i caps (especialment de Larissa) foren exiliats o assassinats.
Finalment Polidor fou assassinat per Alexandre, probablement el seu germà o el seu nebot. Alexandre fou extremadament cruel. Els Aleuades i altres famílies nobles foren perseguits, i el jove rei de Macedònia, Alexandre, successor d'Amintes, ell mateix amenaçat, va envair Tessàlia, va derrotar Alexandre i va ocupar Larissa i Crannon, on va establir guarnicions. Però poc després, per necessitats internes es va haver de retirar. Alexandre va recuperar el poder però algunes ciutats tessàlies van demanar ajut a Tebes i el 369 aC el tebà Pelopides va envair Tessàlia, i van ocupar Larissa i altres ciutats (amb el vistiplau d'Alexandre de Macedònia) però l'any següent (368 aC) Pelopides fou atacat a Larissa per Alexandre, que havia demanat ajut a Atenes, fins que es va establir una treva. Pelopides va anar llavors a Macedònia (367 aC) on el jove rei Alexandre havia estat assassinat pel seu germanastre Ptolemeu Alorita (Ptolemeu d'Aloros) i substituït per son germà Perdicas III sota regència de l'assassí. Perdicas i el seu germà petit Filip foren confiats respectivament a la custòdia de l'atenenc Ificrates i del tebà Pelòpides. Així aquest darrer i el regent Ptolemeu esdevingueren aliats i la influència de Tebes es va estendre a Tessàlia. El 366 aC els tebans van obtenir de Pèrsia el reconeixement de la seva hegemonia a Grècia i el mateix any Pelòpides i el seu lloctinent Ismènies de Tebes van anar, amb molt pocs soldats, a Tessàlia per obligar a Alexandre de Feres i a les ciutats que li eren fidels a reconèixer aquesta hegemonia. Alexandre de Feres els va atacar prop de Farsàlia i els va fer presoners essent portats a Feres. Els tebans no els van poder rescatar de moment, ja que un exèrcit enviat a Tessàlia només es va salvar de la derrota pel geni d'Epaminondes que va assolir el comandament a petició dels soldats. Després d'això totes les ciutats tessàlies es van sotmetre a Alexandre de Feres i la influència tebana va desaparèixer. Una segona expedició dirigida per Epaminondes el 365 aC va assolir la victòria i va obtenir la llibertat dels presoners si bé no va poder restaurar l'hegemonia tebana sobre Tessàlia. Però l'opressió d'Alexandre fou prou forta perquè algunes ciutats demanessin a Tebes d'intervenir i el 364 aC Pelòpides fou enviat de nou al país amb un exèrcit tebà. Pelopides va morir al primer combat. Els tebans van enviar un exèrcit més poderós que va derrotar Alexandre el qual va haver de reconèixer l'hegemonia tebana sobre Tessàlia, deixant només a Alexandre el domini de Feres.
A la mort d'Epaminondes a Mantinea (362 aC) l'hegemonia de Tebes es va ensorrar i Alexandre va recuperar gran part del seu antic poder sobre Tessàlia. Fou assassinat el 359 aC per la seva dona Thebe i els seus germans, un dels quals, Tisifó, el va succeir, però amb Thebe exercint el poder a l'ombra. No va durar massa temps i el va succeir el seu germà Licofró II. Mentre els aleuades de Larissa van formar aliança amb Filip de Macedònia, el qual davant de l'amenaça que per Larissa suposava Licofró II, va envair Tessàlia el 353 aC. Licofró va demanar ajut al foci Onormac i amb ajut dels focis va poder rebutjar al macedoni, però l'any següent Filip va retornar i va obtenir una gran victòria sobre Onormac i Licofró II, en una batalla en la qual el primer va morir. Filip va assetjar Feres i Licofró II es va rendir i se li va permetre retirar-se a Fòcida amb els seus soldats. Filip va establir a Feres un govern popular i va donar una nominal independència a les ciutats tessàlies però sota la seva hegemonia; també va establir una guarnició a Magnèsia i al port de Pagases. Un intent de revolta l'any 344 aC en favor de la família dels antic tirans de Feres va permetre a Filip d'establir una guarnició a Feres i va col·locar al front de cada una de les quatre tetrarquies a un membre de la família aleuada, completament entregada als seus interessos. Així Tessàlia li va quedar totalment sotmesa.
A la mort de Filip els tessalis van donar suport al seu fill Alexandre el Gran; a la mort d'aquest van voler la independència però la victòria d'Antipater els va mantenir sota domini macedoni, regne al que van restar units fins a la derrota del rei Filip V després de la batalla de Cinoscèfals el 197 aC. Llavors el senat romà la va declarar territori lliure però virtualment sota sobirania romana. El govern a les ciutats va quedar en mans de les famílies més poderoses que van formar una mena de senat que es reunia a Larissa.
Quan Macedònia va esdevenir província romana, Tessàlia hi fou incorporada, i August la va unir a la província d'Acaia, i no es va constituir en província separada fins al regne d'Alexandre Sever; el govern provincial fou encomanat a un procurador. Va romandre com a província separada a la divisió provincial de Constantí el gran, però sota un praeses.
Fou part de l'Imperi Romà d'Orient i va patir nombroses invasions. El 977 fou ocupada pels búlgars que hi van restar fins al 1014. El 1204 fou assignada a Bonifaci I de Montferrat i el 1225 va passar a Teodor III dèspota de l'Epir. Del 1271 al 1318 fou un despotat independent que s'estenia a Acarnània i Etòlia, governat per Joan III Àngel Comnè. El 1309 s'hi establiren els almogàvers que el 1310, després d'alçar el setge de Tessalònica, s'hi van retirar com a mercenaris a sou del sebastocràtor Joan II, i es van apoderar de fet del país organitzats en una democràcia. D'allí van sortir cap al ducat d'Atenes cridats pel duc Gualter I. El 1318, amb l'extinció de la dinastia dels Àngel, els almogàvers van ocupar Sidirókastron i el sud de Tessàlia (1319) i van constituir el ducat de Neopàtria que van mantenir fins al 1390. Del 1336 al 1341 Tessàlia va patir els raids d'Umar Beg Baha ad-Din Ghazi aydinoghlu d'Aydın. El 1386/1387 van començar els atacs otomans.
La part nord fou ocupada pels serbis fins que el 1393 fou dominada pels otomans en dues etapes: de 1393 a 1396/1397 i de 1414/1423 a 1454/1470. Al segle xv fou el graner de Venècia de la que aquesta obtenia els cereals. Fou un sandjak anomenat Tesalya o Teselya amb capital a Tirhala, dins del beglerbelik de Rumèlia (capital Monastir). Els turcs van portar colons d'Anatòlia especialment de Konya (els Konyalis o Koniaredes en grec). El país fou repartit en timars i ziamets i en territoris wakfs (dedicats a les despeses del culte). Els monestirs cristians com Kalampaka i Dousikon (aquest prop de Trícala) van rebre privilegis. El desenvolupament del bandidatge va obligar a crear districtes autònoms coneguts com a "arnatoliks" inicialment a Agrapha i després estesos a altres llocs de Tessàlia i Grècia.
El 1570 els venecians van fer un raid a la regió de Phanarion-Karditsa (Fenarbekir). Més tard es van produir posteriorment una sèrie de revoltes gregues que foren avortades o reprimides: la del metropolità de Larissa (Yeñishehir) el 1600/1601; la instigada pel duc de Nevers que reclamava el tron imperial (1612); la revolta d'Agrapha, Farsàlia (Catalja o Cataldja), Karditsa (Fernarbekir) i Tyrnabos durant la guerra entre Turquia i Venècia (1684 a 1699) i finalment la del gran terratinent grec de Larissa Gregori Papazogles. El 1688 una pesta va delmar la regió entre Bathyrema i Aghia (Büyük-Köy). D'altra banda grecs de les regions de l'Olimp i de Chasia van participar en la guerra russoturca de 1768-1774 al costat dels russos però els albanesos van derrotar els rebels. El bandidatge molt estès a la meitat del segle xvii va comportar un deixament de l'administració otomana i de la seva eficàcia militar i els timars i els ziamets de Tessàlia foren convertits en çiftliks; però també en aquest segle va començar una expansió del comerç i es va iniciar la celebració de fires i mercats a nombroses ciutats.
Els otomans van deixar diversos edificis o monuments com la tekke d'Hasan Baba a la vall del Tempe i la tekke bektashi de Farsàlia; la madrassa d'Othman ibn Turali (mort el 1567) governador de Trícala, i altres.
Després de la liquidació dels caps albanesos locals que havien fomentat una revolta, el 1780 Ali Pasha Tepedelenli fou nomenat derbendnazir de Rumèlia; Ali va privatitzar les terres de l'estat a Tessàlia i va intentar posar taxes altes als centres comercials, el que va comportar una decadència posterior. La crisi i sobretot la pesta de 1813, van fer baixar la població a unes 200.000 persones el 1820
El 1821 va participar en la guerra de la independència grega; els kojabashis van dubtar però en general s'hi va participar i rebels tessalis van tenir part a les accions al Pelion (1821), a Magnèsia (1821), a l'Olimp (1822) i a Chasia (1822), i altres a Karditsa (Fenrabekir) i Halmyros (Ermie), però les forces turques es van imposar sota la direcció de Mehmed Reshid Pasha "Kioutaches" i de Mahmud Pasha "Dramales". El 1830, amb la creació del regne de Grècia, Tessàlia va esdevenir zona de frontera; una revolta dels grecs de Tessàlia es va produir el 1841 sense èxit; va seguir una altra durant la guerra de Crimea (1854) a la part sud i sud-oest del país; i el 1877-1878 durant la guerra russo-turca, al Pelion de Magnèsia; aquesta vegada es va crear un govern provisional. El sistema çiftlik portava als camperols (kollegoi) a una situació difícil, ja que havien de donar la meitat de la collita al propietari el que els feia totalment dependents d'aquest. El tractat de Berlín de 1878 va acordar la cessió de Tessàlia a Grècia, annexió formalitzada el 26 de juny de 1881 en la Convenció de Constantinoble, excepte els territoris d'Elasson al nord de Larissa i de Tyrnabos. Quan Tessàlia fou incorporada a Grècia la major part de la terra pertanyia a un reduït nombre de propietaris (460 pobles d'un total de 658 pertanyien a uns pocs propietaris).
Edhem Pasha va reconquerir Tessàlia pels otomans al curs de la breu guerra greco-turca de 1897, i poc després una modificació del tractat que van fer possible la seva aplicació, van permetre la incorporació d'Elasson.